# نيكول كليريكو
نيكول كليريكو (بالإيطالية: Nicole Clerico)‏ مواليد 8 مارس 1983 في كونيو، إيطاليا، هي لاعبة كرة مضرب إيطالية سابقة بدأت مسيرتها كمحترفة سنة 1999 وكانت تلعب باليد اليمنى، اعتزلت اللعب في 2015. أعلى تصنيف لها في الفردي كان المركز الـ 381 في سنة 2009. أعلى تصنيف لها في الزوجي كان المركز الـ 171 في سنة 2010.

## النهائيات

### الفردي: 3 (0-3)
| الحصيلة | الرقم | التاريخ       | الدورة               | الأرضية | المنافس في النهائي   | النتيجة     |
| الوصافة | 1.    | 21 أغسطس 2005 | غواياكيل، الإكوادور  | صلبة    | أنجلينا جابافا       | 2–6 6–4 4–6 |
| الوصافة | 2.    | 23 أغسطس 2009 | تريكاستانيي، إيطاليا | صلبة    | بولا فوندفيلا كاسترو | 4–6 5–7     |
| الوصافة | 3.    | 6 سبتمبر 2009 | برتشكو               | ترابية  | الكسندر جوسيفوسكا    | 6–4 3–6 3–6 |

## روابط خارجية
- نيكول كليريكو على موقع رابطة محترفات التنس (الإنجليزية)
- نيكول كليريكو على موقع الاتحاد الدولي لكرة المضرب (الإنجليزية)
- نيكول كليريكو على موقع خلاصة التنس.كوم (الإنجليزية)